# Rösjön (Tjällmo socken, Östergötland)
Rösjön är en sjö i Finspångs kommun och Motala kommun i Östergötland och ingår i Motala ströms huvudavrinningsområde. Sjön har en area på 0,192 kvadratkilometer och ligger 54,8 meter över havet.

## Delavrinningsområde
Rösjön ingår i det delavrinningsområde (650741-148205) som SMHI kallar för Mynnar i Stora Tron. Medelhöjden är 63 meter över havet och ytan är 12,16 kvadratkilometer. Det finns inga avrinningsområden uppströms utan avrinningsområdet är högsta punkten. Vattendraget som avvattnar avrinningsområdet har biflödesordning 3, vilket innebär att vattnet flödar genom totalt 3 vattendrag innan det når havet efter 63 kilometer. Avrinningsområdet består mestadels av skog (84 procent). Avrinningsområdet har 4,2 kvadratkilometer vattenytor vilket ger det en sjöprocent på 4,1 procent.